# Jacob Lurie
Jacob Alexander Lurie (geboren 7 december 1977) is een Amerikaans wiskundige en professor aan het Institute for Advanced Study. Lurie was een MacArthur Fellow in 2014.

## Biografie
Als student aan Montgomery Blair High School nam Lurie deel aan de Internationale Wiskunde Olympiade, waar hij in 1994 een gouden medaille won met een perfecte score. In 1996 behaalde hij de eerste plaats bij de Westinghouse Science Talent Search.
In 2000 behaalde Lurie zijn bachelordiploma in wiskunde aan het Harvard College. In hetzelfde jaar ontving hij de Morgan Prize voor zijn bachelorscriptie over Lie-algebra's. Hij behaalde zijn Ph.D. aan het Massachusetts Institute of Technology in 2004 met een proefschrift over afgeleide algebraïsche meetkunde onder supervisie van Michael J. Hopkins. In 2007 werd hij universitair hoofddocent aan het MIT. In 2009 werd hij hoogleraar aan de Harvard University. In 2019 werd hij permanent lid van de faculteit wiskunde aan het Institute for Advanced Study.

## Wiskundig werk
Lurie's onderzoeksinteresses begonnen met logica en de surrealistische getallen toen hij nog op de middelbare school zat. Hij is vooral bekend vanwege zijn werk over oneindigheidscategorieën en afgeleide algebraïsche meetkunde. Afgeleide algebraïsche meetkunde is een manier om homotopische methoden in de algebraïsche meetkunde te integreren, met twee doeleinden: een dieper inzicht in de algebraïsche meetkunde (bijvoorbeeld in de intersectietheorie) en het gebruik van methoden uit de algebraïsche meetkunde in de stabiele homotopietheorie. Dit laatste gebied is het onderwerp van Lurie's werk over elliptische cohomologie. Oneindigheidscategorieën vormen een handig raamwerk om homotopietheorie in abstracte omgevingen te doen. Ze vormen het hoofdonderwerp van zijn boek Higher Topos Theory.
Een ander deel van Lurie's werk is zijn artikel over topologische veldtheorieën, waarin hij een classificatie schetst van uitgebreide veldtheorieën met behulp van de taal van oneindigheidscategorieën. In samenwerking met Dennis Gaitsgory gebruikte hij zijn niet-abelse Poincaré-dualiteit in een algebraïsch-geometrische omgeving om de Siegel-massaformule voor functievelden te bewijzen.
Lurie was een van de eerste winnaars van de Breakthrough Prize in Mathematics in 2014, "voor zijn werk aan de grondslagen van de theorie van hogere categorieën en afgeleide algebraïsche meetkunde; voor de classificatie van volledig uitgebreide topologische kwantumveldentheorieën; en voor het verschaffen van een modulitheoretische interpretatie van elliptische cohomologie." Lurie ontving in 2014 ook een MacArthur Fellowship.

## Publicaties
- Lurie, Jacob (2017), Higher Algebra
- Lurie, Jacob (2018), Spectral Algebraic Geometry